# Tazalt
Tazalt ou Tazelt, est un douar berbère de la commune rurale marocaine de Talat N'Yaaqoub, dans la province d'Al Haouz et la région de Marrakech-Safi.

## Géographie
Le village de Tazalt a pour coordonnées géographiques : 30° 58′ 34″ N, 8° 15′ 12″ O.
Il est situé dans le Haut Atlas marocain, au sud de Marrakech, à une distance d'environ 109 km par la 1909.
Tazalt a un climat semi-aride, le paysage est essentiellement constitué de terres cultivées non irriguées, à l'exception des zones proches de l'oued N'Fiss. Le sol de Tazalt est riche en Luvisol et Brunisol.

## Population et société
Tazalt est un village — ou douar — berbère.
Dans le cadre du Programme d'électrification rurale global (PERG) de l'Office national d'électricité, il a été électrifié en 2001. La population est constituée principalement de berbères qui parlent le dialecte chleuh.[réf. nécessaire]
Le village dispose d'un centre de santé communal.

## Galerie de photos

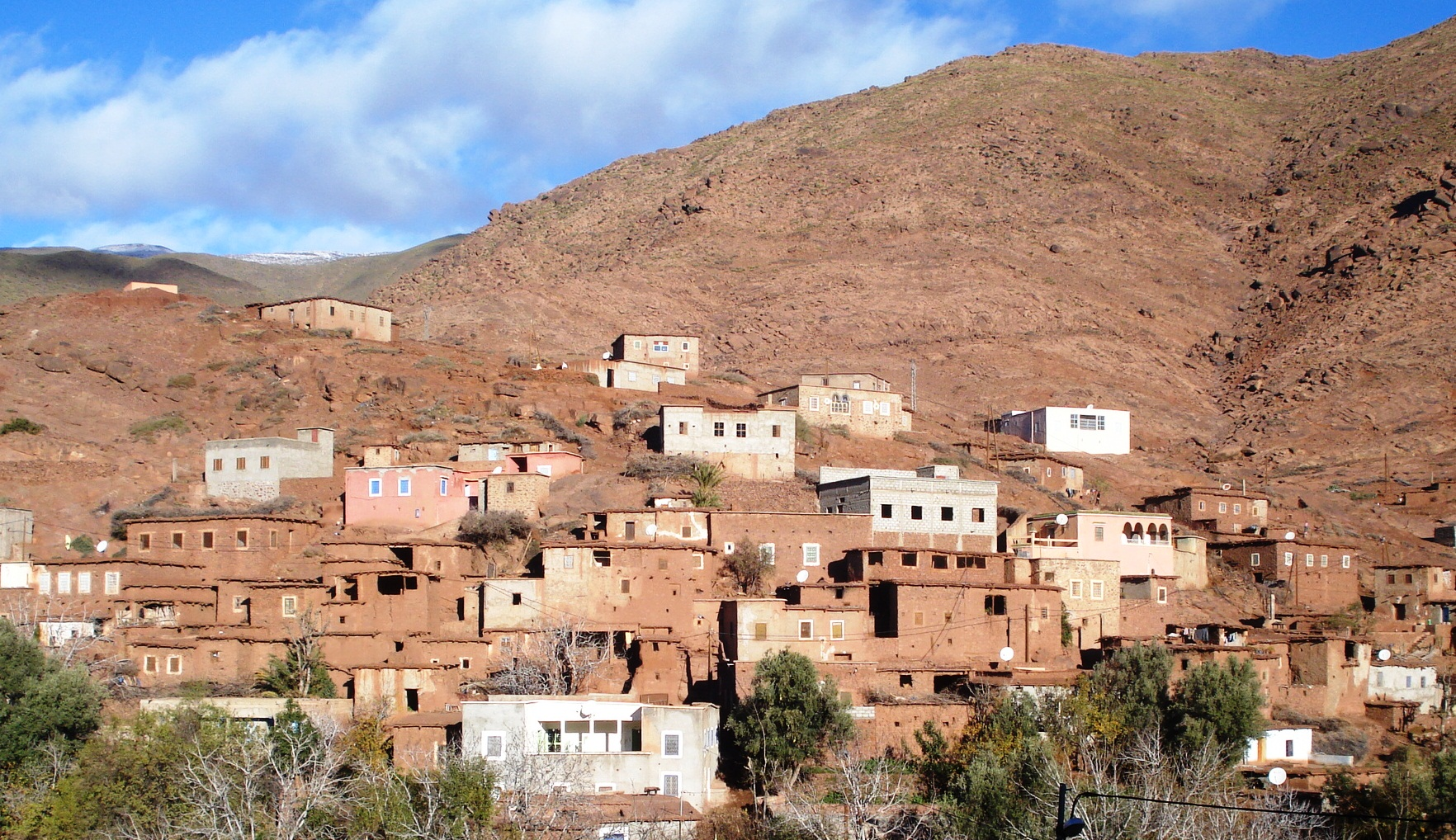
Deuxième face du village
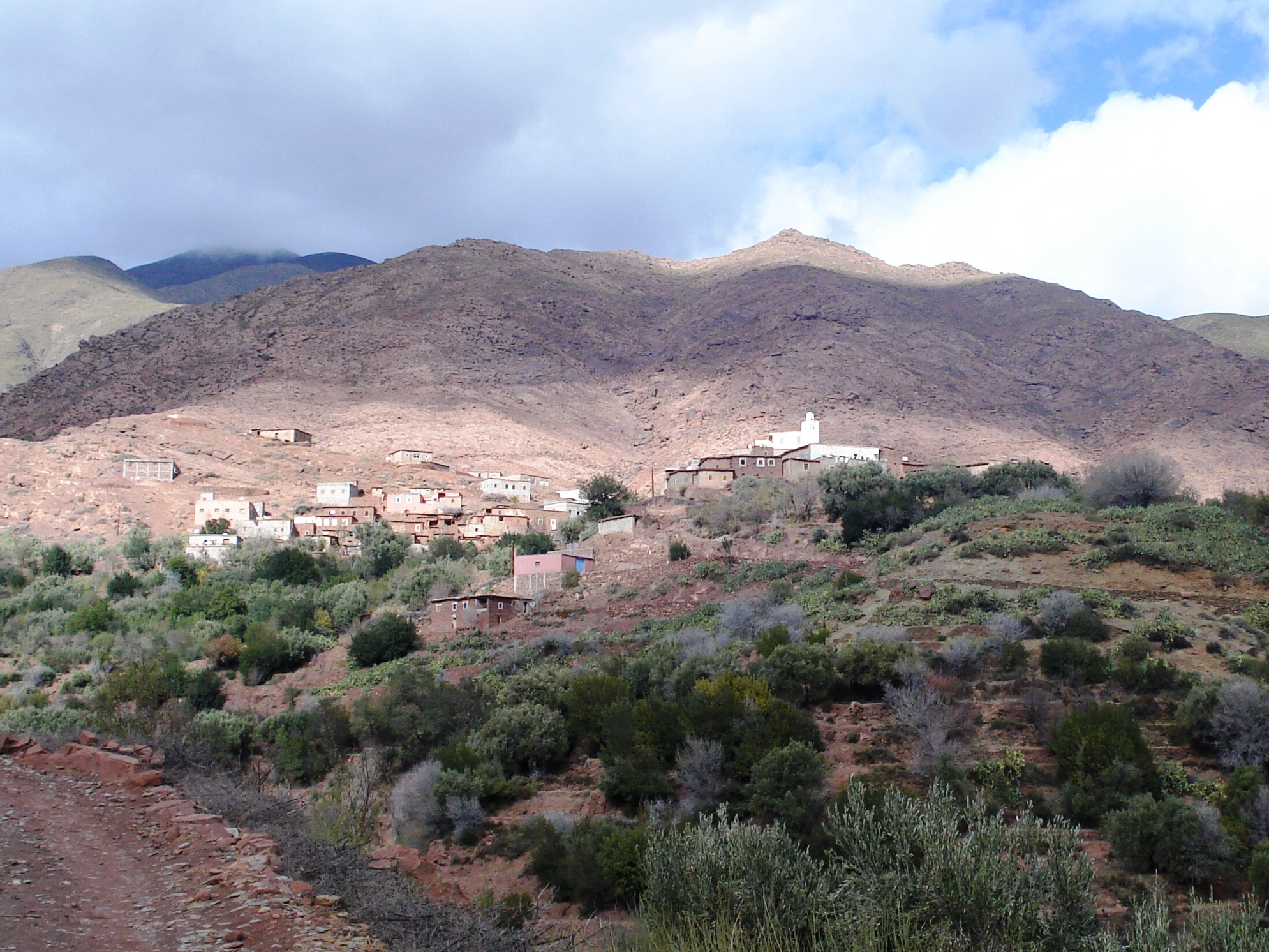
Vue panoramique de Tazalt
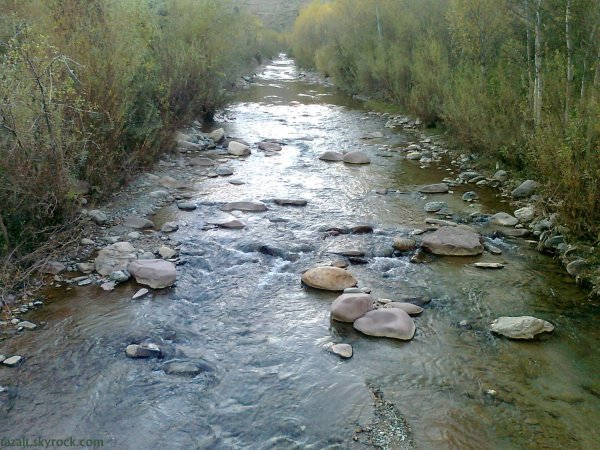
L'oued N'Fiss irrigue les cultures des habitants
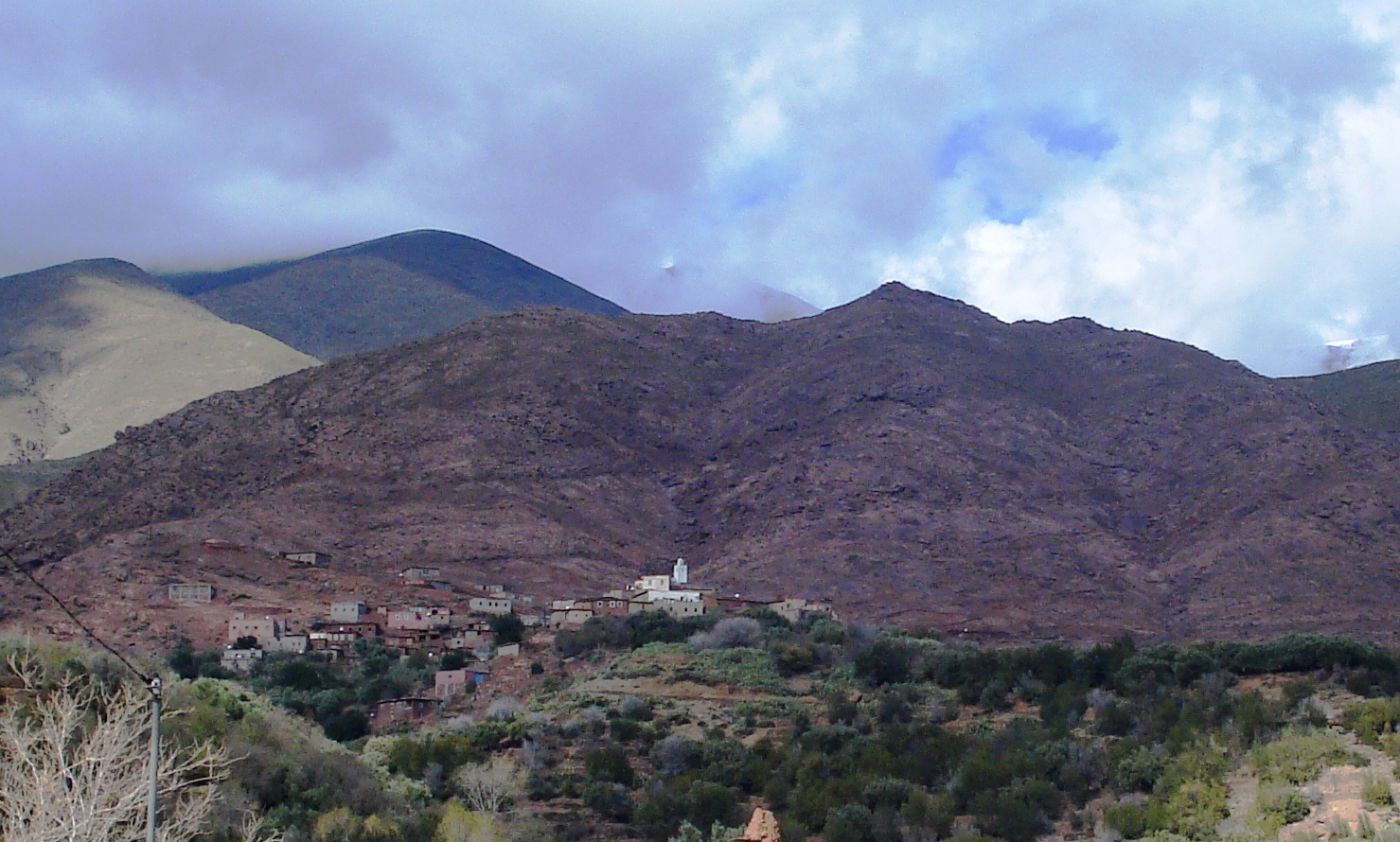
Tazalt dominé par le Jbel Gourza